# 2012 VB116
2012 VB116 est un cubewano ayant une magnitude absolue de 5,2 avec un diamètre estimé à environ 400 km, ce qui en fait en candidat au titre de planète naine.